# Saifen-Boden
Pour les articles homonymes, voir Boden (homonymie).
Saifen-Boden est une ancienne commune autrichienne du district de Hartberg en Styrie.